# Mantoloking
Mantoloking es un borough ubicado en el condado de Ocean en el estado estadounidense de Nueva Jersey. En el año 2010 tenía una población de 296 habitantes y una densidad poblacional de 174 personas por km².

## Geografía
Mantoloking se encuentra ubicado en las coordenadas 39°02′50″N 74°02′59″O / 39.04722, -74.04972.

## Demografía
Según la Oficina del Censo en 2000 los ingresos medios por hogar en la localidad eran de $105,841 y los ingresos medios por familia eran $125,000. Los hombres tenían unos ingresos medios de $100,000 frente a los $64,167 para las mujeres. La renta per cápita para la localidad era de $114,017. Alrededor del 0.8% de la población estaba por debajo del umbral de pobreza.